# Турніри 1-ї категорії WTA 2005
Нижче наведено турніри 1-ї категорії в рамках Туру WTA 2005. 
| Турнір       | Покриття  | Тиждень    | Переможець                        | Фіналіст           | Півфіналістки                    | Чвертьфіналістки                                                       |
| ------------ | --------- | ---------- | --------------------------------- | ------------------ | -------------------------------- | ---------------------------------------------------------------------- |
| Токіо        | Килим (i) | 31 січня   | Марія Шарапова 6–1, 3–6, 7–6(7–5) | Ліндсі Девенпорт   | Світлана Кузнецова Асагое Сінобу | Івета Бенешова Даніела Гантухова Олена Дементьєва Олена Лиховцева      |
| Індіан-Веллс | Хард      | 7 березня  | Кім Клейстерс 6–4, 4–6, 6–2       | Ліндсі Девенпорт   | Марія Шарапова Олена Дементьєва  | Наталі Деші Марі П'єрс Світлана Кузнецова Кончіта Мартінес             |
| Маямі        | Хард      | 21 березня | Кім Клейстерс 6–3, 7–5            | Марія Шарапова     | Амелі Моресмо Вінус Вільямс      | Ана Іванович Олена Дементьєва Серена Вільямс Жустін Енен-Арденн        |
| Чарлстон     | Ґрунт     | 11 квітня  | Жустін Енен-Арденн 7–5, 6–4       | Олена Дементьєва   | Татьяна Головін Патті Шнідер     | Ліндсі Девенпорт Надія Петрова Ніколь Вайдішова Катарина Среботнік     |
| Берлін       | Ґрунт     | 2 травня   | Жустін Енен-Арденн 6–3, 4–6, 6–3  | Надія Петрова      | Патті Шнідер Єлена Янкович       | Марія Шарапова Світлана Кузнецова Олена Бовіна Амелі Моресмо           |
| Рим          | Ґрунт     | 9 травня   | Амелі Моресмо 2–6, 6–3, 6–4       | Патті Шнідер       | Марія Шарапова Віра Звонарьова   | Олена Бовіна Євгенія Лінецька Франческа Ск'явоне Кончіта Мартінес      |
| Сан-Дієго    | Хард      | 1 серпня   | Марі П'єрс 6–0, 6–3               | Ай Суґіяма         | Пен Шуай Морігамі Акіко          | Кім Клейстерс Патті Шнідер Анна Чакветадзе Сесил Каратанчева           |
| Торонто      | Хард      | 15 серпня  | Кім Клейстерс 7–5, 6–1            | Жустін Енен-Арденн | Анастасія Мискіна Амелі Моресмо  | Хісела Дулко Флавія Пеннетта Ніколь Вайдішова Надія Петрова            |
| Москва       | Килим (i) | 10 жовтня  | Марі П'єрс 6–4, 6–3               | Франческа Ск'явоне | Дінара Сафіна Олена Дементьєва   | Марія Шарапова Олена Лиховцева Анастасія Мискіна Світлана Кузнецова    |
| Zurich       | Килим (i) | 17 жовтня  | Ліндсі Девенпорт 7–6(7–5), 6–3    | Патті Шнідер       | Анастасія Мискіна Ана Іванович   | Франческа Ск'явоне Олена Дементьєва Флавія Пеннетта Катарина Среботнік |